# کورماروارگان
کورماروارگان (به لاتین: Scolecophidia)، که معمولاً به عنوان مارهای کور یا مارهای نخی نیز شناخته می‌شود، فروراسته‌ای از مارها هستند. طول آنها از ۱۰ تا ۱۰۰ سانتیمتر (۴ تا ۴۰ اینچ) است. همه آنها دالان‌ساز هستند. پنج خانواده و ۳۹ سرده شناخته شده‌است. فروراسته کورماروارگان به احتمال زیاد پیراتبار است.
نام فروراسته کورماروارگان از دو کلمه یونانی باستان σκώληξ یا σκώληκος (skṓlēx ، ژنتیکی skṓlēkos) به معنای «کرم خاکی» و ὄφις (óphis) به معنای «مار» گرفته شده‌است. این به شکل و سبک زندگی دالان‌سازی آنها اشاره دارد.

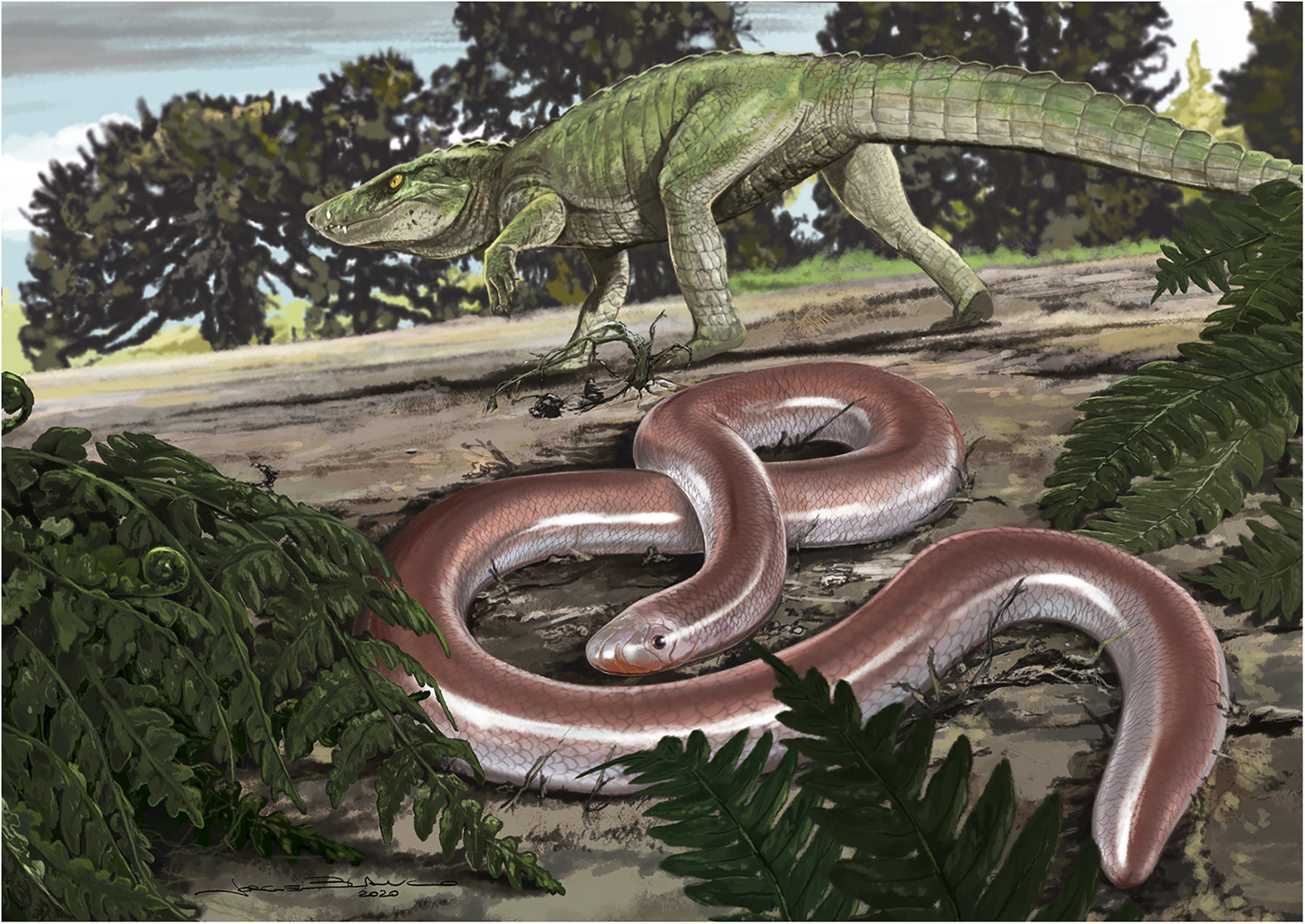
تصویری از Boipeba، نخستین کورمار سنگواره‌ای شناخته‌شده